# Yngve Lindqvist
Oskar Yngve Ludvig Lindqvist (ur. 24 czerwca 1897 w Göteborgu, zm. 15 lipca 1937 tamże) – szwedzki żeglarz, olimpijczyk.
Na regatach rozegranych podczas Letnich Igrzysk Olimpijskich 1928 wystąpił w klasie 6 metrów zajmując 7. pozycję. Załogę jachtu Ingegerd tworzyli również Georg Lindahl, Harry Hanson i Hakon Reuter.